# Pasadena (Texas)
Pasadena è un comune (city) degli Stati Uniti d'America della contea di Harris nello Stato del Texas. La popolazione era di 149 043 abitanti al censimento del 2010, il che la rende la 17ª città più popolosa dello stato e la seconda città più popolosa della contea di Harris. Fa parte dell'area metropolitana della Greater Houston.

## Geografia fisica
Secondo lo United States Census Bureau, la città ha una superficie totale di 114,65 km², dei quali 110,75 km² di territorio e 3,9 km² di acque interne (3,4% del totale).

## Società

### Evoluzione demografica
Secondo il censimento del 2010, la popolazione era di 149 043 abitanti.

### Etnie e minoranze straniere
Secondo il censimento del 2010, la composizione etnica della città era formata dal 75,32% di bianchi, il 2,34% di afroamericani, lo 0,74% di nativi americani, il 2,11% di asiatici, lo 0,06% di oceaniani, il 16,49% di altre razze, e il 2,94% di due o più etnie. Ispanici o latinos di qualunque razza erano il 62,19% della popolazione.

## Amministrazione

### Gemellaggi[2]
- Hadano
- Bucheon